# 焦循
焦循（1763年—1820年），字理堂，一字里堂，扬州府甘泉縣（今揚州邗江黃玨鎮）人。以《孟子》及《周易》研究見著。

## 生平
生於乾隆二十八年（1763年），自幼師承祖父之學，幼年好《易》，還對“密雲不雨，自我西郊”一說既見於《小畜》又見於《小過》產生疑惑。少年曾就读於扬州安定书院。乾隆己亥（1779年），受教於劉墉，遍習他經，“經史、曆算、訓詁諸學無所不精”。乾隆五十二年，友人顧鳳毛以《梅氏叢書》相贈，以期“君善苦思, 可卒業于是也”，里堂遂轉治天文曆算之學。焦循還究心《三禮》，撰成《群經宮室圖》三十一篇。嘉庆六年（1801年）中举人，翌年应礼部试不第，即不出仕。嘉庆十一年（1806年）扬州知州伊秉绶聘其與阮元等编《扬州图经》及《扬州文粹》。

## 學術
焦循之治學可分為三個時期：學算期、治《易》期、習《孟》期。

### 算學

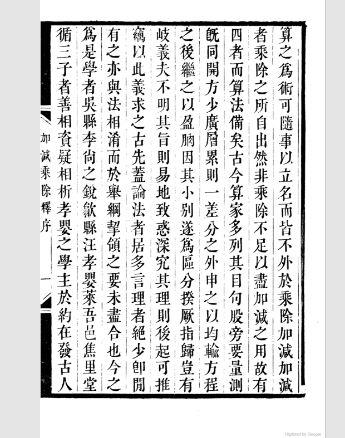
焦循《加减乘除释》 书影

由嘉慶元年（1796年）至嘉慶六年（1801年）間，焦循相繼完成多部算學著作。嘉慶元年，里堂寫成〈釋輪〉、〈釋橢〉、〈釋弧〉三篇文章。翌年，著有《加減乘除釋》八卷。兩年後，成《天元一釋》兩卷，阐述南宋秦九韶的天元术和大衍术。嘉慶六年，再成《開方通釋》。對於里堂天文曆算之學，阮元嘗以“精意無不包，簡而不遺，典而有則”譽之。此外，焦循亦兼習《禮經》，並著有《群經宮室圖》兩卷。

### 易學
焦循四十歲以後，治學方向漸變，此乃其學術之第二階段。於嘉慶七年（1802年），因會試不第，遂潛心專研《易》學，“足不入城市者十余年”。焦循治《易》學，不依傍前人，於清代考據中，獨樹一幟，他建立了“旁通”、“當位失道”、“時行”、“相錯”、“比例”等《易》學法則，以為卦爻規律。焦循還运用“六书”中假借去诠释《周易》经、传文的主张，“非明六书之假借转注，不足以知彖辞爻辞十翼之义。”。嘉慶十八年（1813年），焦循完成《易通釋》十二卷。翌年，復提其要為《易圖略》、《易章句》。嘉慶二十二年（1817年），以此三書合刊為《易學三書》（全名《雕菰楼易学三书》）。嘉慶九年（1804年），又仿戴震《孟子字義疏證》之體例，著有《論語通釋》十二篇，以闡發《論語》忠恕之理。
焦循的易学别具一格，本质上属於象数一派。焦循的易学是对汉代易学的继承和发展。李慈铭曾指责焦循的易学是“貌为高简，故疏者概视为空论耳。”

### 孟學
《易學三書》既成，焦循又轉治《孟子》。嘉慶二十三年（1818年）十二月，始撰《孟子正義》一書。焦循先編訂《孟子長編》十四帙。後再就《長編》所錄，損益增刪而成《孟子正義》草稿三十卷。嘉慶二十五年（1820年）焦循病殁，未及完成《孟子正義》之謄校工作。由焦廷琥續校《孟子正義》。道光元年（1821年）二月，廷琥亦以病終。最後，於道光五年（1825年），終由焦循之弟焦徵將《孟子正義》付梓。

## 著作略目
- 《天元一釋》兩卷
- 《加減乘除釋》八卷
- 《開方通釋》
- 《群經宮室圖》兩卷
- 《論語通釋》
- 《易通釋》十二卷
- 《易圖略》
- 《易章句》
- 《孟子正義》
- 《六經補疏》二十卷
- 《古文尚書辨》八卷
- 《毛詩物名釋》二十卷等
- 《邗記》六卷
- 《北湖小志》六卷
- 《揚州府志》
- 《李翁醫記》二卷
- 《沙疹吾驗篇》一卷
- 《醫說》一卷等
- 《雕菰集》二十四卷
- 《里堂詩集》八卷
- 《里堂詞集》二卷
- 《仲軒詞》一卷
- 《劇說》六卷

## 延伸阅读
[在维基数据编辑]
 在维基文库阅读此作者作品（ 在维基共享资源阅览影像）
 《清史稿·卷482》，出自趙爾巽《清史稿》